# نضم معروف
النَّضَم المعروف أو الحِنْطَة السوداء نوعٌ من جنس النضم في الفصيلة البطباطية. تحت اسم الحنطة السوداء، أُلحق هذا النبات خطأ بالحبوب، فهو ليس حنطة حقيقية ولا من الحبوب ولا من الفصيلة النجيلية.

## الموطن الأصلي والانتشار
عُرف النبات منذ أكثر من أربعة آلاف سنة. انتشرت زراعة النظم المعروف في المناطق المعتدلة الدافئة من نصف الكرة الأرضية الشمالي وكانت أول زراعة له في المرتفعات الجبلية شمالي الهند والصين وكوريا، وانتقلت تدريجياً من هناك إلى آسيا الوسطى والمناطق الجنوبية والأوروبية من روسيا في القرن الأول للميلاد، ثم انتقلت إلى أوروبا وأمريكا الشمالية ومؤخراً إلى أفريقيا. كان الاتحاد السوفييتي السابق يحتل المركز الأول في زراعة هذا المحصول من حيث المساحة المزروعة التي زادت عن 1.7 مليون هكتار، وكذلك من حيث وحدة المساحة (أكثر من 2.5 طن/هكتار، وتلاه في الترتيب بولندا وفرنسا وكندا واليابان والولايات المتحدة.

## الوصف النباتي
النبات حولي أو معمر (حسب النوع). الجذر وتدي له تفرعات جانبية ويتعمق في التربة حتى 60 سنتيمتراً. الساق قائمة ومضلعة. ويختلف ارتفاع النبات حسب الصنف، إذ يصل إلى 60 سنتيمتراً في الصنف المبكر، وإلى 80 سنتيمتراً في الصنف المتوسط النضج، أما في الصنف المتأخر الكثير التفرعات فقد يصل ارتفاعه إلى 200 سنتيمتر.
إذا زرعت الحنطة السوداء على خطوط متقاربة وضيقة فسيتكون على الساق تفرعان جانبيان أو ثلاثة، ويزداد عدد هذه التفرعات إلى نحو 12 تفرعاً جانبياً عندما تزرع على خطوط متباعدة.
أوراق الحنطة السوداء عريضة وقلبية سهمية.
الأزهار مزدوجة الجنس، وكبيرة نسبياً، وعطرة الرائحة، ولها خمس بتلات تتلون بالأبيض والوردي والأحمر، ولها ثماني أسدية ومتاع ذو خباء واحد وثلاثة أعمدة قائمة. يحيط بالزهرة 8 غدد نكتارية، وتتجمع الأزهار العنقودية على شكل ترس أو نصف مظلة. تُعطي النبتة الواحدة نحو 700 زهرة وسطياً، وقد يصل عدد الأزهار على النبتة الوارفة الجيدة النمو إلى نحو ألفي زهرة.
التلقيح الخلطي (بالتصالب) للأزهار قليل، فالتلقيح الرئيس يجري بوساطة الحشرات، وخصوصاً بوساطة النحل الذي يجمع الرحيق من الأزهار، وقد يكون للرياح دور ثانوي غير ذي شأن في هذه العملية.
الثمرة جوزية ثلاثية الأضلاع تختلف من حيث حجمها وامتلائها، ويتراوح وزن الألف بذرة بين 15و32 غراماً. لون الثمار أسود أو رمادي أو بني، وقد تظهر عليها رسوم مختلفة الألوان.

## خواص الحنطة السوداء البيولوجية
تختلف الفترة الزمنية لنمو المحصول ونضجه حسب الصنف، فالصنف المُبكر ينمو وينضج خلال فترة تتراوح بين 60 و70 يوماً، أما الصنف المتوسط فينمو وينضج خلال فترة تمتد من 70 إلى 90 يوماً، في حين أن الصنف المتأخر النضج ينمو خلال فترة تمتد من 90 إلى 120 يوماً.
يبدأ إنتاش البذور عندما تصل حرارة التربة إلى 7 أو 8 درجات مئوية، ويكون نموها الطبيعي المثالي عند درجات حرارة تتراوح بين 12 و13درجة مئوية. وكي تُنتش البذور فإنها تمتص من الماء ما يعادل نحو 40 إلى 50% من وزنها. وفي حال انخفاض حرارة التربة تتعفن البذور جزئياً، وتموت بسبب الظروف غير الملائمة. وإذا حدث صقيع، وانخفضت درجة الحرارة إلى ثلاث أو أربع درجات دون الصفر، فإن جميع النموات تموت مهما كان الطور الذي وصلت إليه.
الحنطة السوداء شديدة الحساسية لانخفاض درجات الحرارة وارتفاعها في طور الإزهار، وهي حساسة أيضاً لانخفاض رطوبة التربة النسبية. وفترة الإزهار شديدة الحساسية لجميع التغيرات الجوية الطارئة (برودة، جفاف، ضباب، أمطار متواصلة).
يتم التلقيح المثالي للأزهار عندما ترتفع حرارة الجو إلى درجة تتراوح بين 15و20 مئوية، ولدى توفر العناصر الغذائية الضرورية والرطوبة اللازمة في التربة، والحنطة السوداء تحب الدفء والرطوبة.
ومع بدء الإزهار يتسارع النمو الخضري للنبات أيضاً (ارتفاعاً وتفرعاً)، وخلال فترة تتراوح بين 30 و40 يوماً تُخزِّن الحنطة السوداء نحو 70 أو 80% من المواد الجافة المؤلفة لها وبضمن ذلك البذور أيضاً.

## الإنتاج
يصل الإنتاج الوسطي من بذور الحنطة السوداء إلى طنين/هكتار، ومن قشها إلى خمسة أطنان/هكتار الواحد، ويُستهلك لهذا الأمر من الماء نحو 3500 طن/هكتار وسطياً.
تنجح زراعة الحنطة السوداء في الأراضي السوداء المخلخلة والرملية الخفيفة ذات الحرارة المناسبة والرطوبة المعتدلة الغنية بالمواد الغذائية، ولا تنجح زراعتها في الأراضي الثقيلة الغدقة والقليلة الخصوبة. وهي تنجح في الترب المعتدلة القليلة الحموضة (PH=5.0-6.5).
من خصائص الحنطة السوداء عدم وجود مراحل تطور بيولوجي منفصلة، فالمراحل متداخلة وخصوصاً في طور الإزهار، إذ يستمر نموها الخضري واستهلاك المواد الغذائية على حساب البذور، مما يؤدي أحياناً إلى نقص في المحصول.
يبدأ الإزهار من الأسفل إلى الأعلى، ويمتد هذا الطور من 25 إلى 40 يوماً. للعوامل الجوية وتقلباتها تأثيرات جدية على تلقيح الأزهار وعقدها، وذلك بسبب تأثيرها على طيران الحشرات المُلقحة، الذي ينخفض عندما يتحول الطقس إلى حار وجاف بسبب انخفاض إفراز الرحيق في الأزهار. ويؤدي عدم التلقيح إلى ذبول الأزهار وتساقطها. وعموماً، فإن نسبة عقد الأزهار لا تزيد عن 15-20%.
يبدأ نضج بذور الحنطة السوداء من الأسفل إلى الأعلى، أي على مراحل وفي أوقات مختلفة. وبما أن البذور الناضجة سريعة التساقط، فإنه من الضروري العمل على جمع المحصول قبل بدء تساقط البذور تلافياً لضياع نسبة من المحصول.
زراعة الحنطة السوداء
يُفضَّل زراعة الحنطة السوداء في أرض جيدة التحضير وخالية من الأعشاب الضارة، ويمكن زراعتها بعد محاصيل الشوندر السكري والبطاطا والبقوليات والذرة وغيرها.
وفي المناطق الجافة تُزرع الحنطة السوداء في الأراضي الأوفر رطوبة وحيث تتساقط الثلوج وتدوم لفترة طويلة مما يساعد على حفظ الرطوبة النسبية اللازمة للنبات في التربة. ويمكن زراعتها في أراضٍ مروية تكميلياً بالرذاذ.
تستجيب الحنطة السوداء للتسميد، الذي يؤدي إلى زيادة ملموسة في الإنتاج، ويُفضَّل زراعتها بعد محصول سابق مُسمَّد بسماد عضوي.
تُرطَّب البذور بالماء قبل زراعتها، ويُفضَّل معاملتها بالرماد وخلطها جيداً كما يلي: (من 3 إلى 4 كيلوغرامات رماد مع 3 لترات ماء لكل 100 كيلوغرام بذور).
تُزرع الحنطة السوداء لدى تحسن الأحوال الجوية وارتفاع درجات الحرارة بعد التأكد من عدم حدوث صقيع ربيعي لاحقاً، أي عندما تصل درجات الحرارة إلى معدل 12 درجة مئوية، كي يتم الإزهار والعقد قبل بدء موسم الجفاف والحر الشديد.
يُزرع الصنف القصير والمبكر النضج من الحنطة السوداء في المناطق الجافة القليلة الرطوبة في خطوط متواصلة يبعد الواحد منها عن الآخر 45 سنتيمتراً، وبمعدل للزراعة مقداره 40-60 كغ/هـ أثناء الزراعة الخطية، وبمعدل 80-100 كغ/هـ في الزراعة الشاملة.
تُطمر البذور على عمق 6-7 سنتيمترات في الأراضي الخفيفة، وعلى عمق 4-5 سنتيمترات في الأراضي الطينية. ويُفضَّل رص التربة (دحلها) بعد الزرع وتكسير القشرة السطحية كي لا تعيق النمو.
أفضل إنتاج لهذا المحصول يكون لدى زراعته على خطوط عريضة وفي أرض نظيفة من الأعشاب الضارة (عزق بين الخطوط من حين لآخر حتى ما قبل الإزهار، وتشابك النباتات وتفرعاتها).
وبما أن الرياح تؤثر تأثيراً ضاراً على إنتاجية المحصول، لذا تُفضَّل الزراعة قرب الغابات أو داخلها أو بعد إقامة أسيجة واقية من الرياح (حراج، نباتات ذرة، نباتات عباد الشمس العالية) لضمان زيادة في المحصول تتراوح بين 200 و400 كغ/هـ.
يمكن أن يكون الحصاد يدوياً أو آلياً، وقبل أن تنضج البذور بالكامل منعاً لتساقطها على الأرض، ويتم ذلك قبل فترة ثلاثة أيام إلى خمسة من النضج. ويُفضل أن يتم الحصاد قبل الدرس، أي على مرحلتين، ففي ذلك حفاظ على المحصول من الفواقد وتوفير للجهد والعمل بنسبة 10-20%. ويجب تنظيف الحبوب فوراً وفرزها وتجفيفها حتى رطوبة 13-15% كي لا تتعفن وتفقد قيمتها الغذائية والدوائية.
ميزاتها الغذائية
للحنطة السوداء أهمية غذائية وطبية، وتركيبها الكيميائي كما يلي: 15-16% بروتينات، 60-62% نشويات، 0.3-0.5% سكريات، 2.5-3% مواد دسمة، 12-16% ألياف. وتحوي أملاحاً معدنية (حديد، كالسيوم، فوسفور، نحاس، زنك، بور، يود، نيكل، كوبالت)، كما تحوي أحماضاً عضوية (حمض التفاح، وحمض الليمون)، وتحوي أيضاً فيتامينات (B1, B2, P, PP). ويُعد بروتين الحنطة السوداء أغنى وذا قيمة غذائية أكبر من بروتينات الحبوب النجيلية، وهضمه وتمثله أقرب إلى بروتينات الحبوب البقولية. ومن مميزات بذور الحنطة السوداء أن موادها الدسمة مقاومة نسبياً للأكسدة، مما يساعد على سهولة تخزينها وحفظها مدة طويلة.
استخداماتها
تُستخدم بذور الحنطة السوداء في التغذية، وخصوصاً في الحميات، وحالات أمراض جهاز الهضم (المعدة والأمعاء)، واضطرابات الجملة العصبية، وفقر الدم، وتصلب الشرايين، وارتفاع الضغط الشرياني. وتُستخدم القشور بنسب محددة في الخلطات العلفية المقدمة للمواشي والطيور، ويعادل قشها النجيليات من حيث القيمة العلفية.
يُستخلص من أوراقها وأزهارها مادة الروتين أو ما يُعرف بفيتامين P، الذي يُستخدم طبياً لمعالجة تصلب الأوعية الدموية وارتفاع الضغط وبعض الأمراض الأخرى. ويُعد رحيق أزهارها غذاء مثالياً للنحل، الذي يمكنه في ظروف مثالية أن يجمع 60-100 كغ/هـ من العسل الجيد المذاق ذي الرائحة الزكية والخصائص العلاجية الطبيعية.

### تقديرات الإنتاج العالمي حسب منظمة فاو في عام 2011[7]
| البلد                      | المساحة المحصودة (هكتار) | الإنتاج (طن) |
| -------------------------- | ------------------------ | ------------ |
| الاتحاد الروسي             | 843,200                  | 800,380      |
| الصين                      | 748,000                  | 720,000      |
| أوكرانيا                   | 285,700                  | 281,600      |
| الولايات المتحدة الأمريكية | 77,244                   | 79,554       |
| بولندا                     | 75,768                   | 92,985       |
| كازاخستان                  | 66,780                   | 37,400       |
| اليابان                    | 56,400                   | 32,000       |
| البرازيل                   | 46,000                   | 57,000       |
| بيلاروسيا                  | 40,734                   | 44,456       |
| فرنسا                      | 31,000                   | 91,000       |
| ليتوانيا                   | 27,200                   | 26,000       |
| تنزانيا                    | 9,714                    | 8,757        |
| لاتفيا                     | 8,800                    | 9,600        |
| بوتان                      | 3,018                    | 4,183        |
| جمهورية كوريا              | 2,446                    | 2,370        |
| سلوفينيا                   | 1,180                    | 1,245        |
| جمهورية التشيك             | 907                      | 2,076        |
| المجر                      | 586                      | 683          |
| البوسنة والهرسك            | 584                      | 926          |
| سلوفاكيا                   | 569                      | 737          |
| جنوب أفريقيا               | 550                      | 235          |
| جمهورية مولدوفا            | 385                      | 239          |
| استونيا                    | 300                      | 200          |
| كرواتيا                    | 190                      | 340          |
| جورجيا                     | 92                       | 133          |
| قيرغيزستان                 | 62                       | 79           |